# بابی اولجنیک
بابی اولجنیک (انگلیسی: Bobby Olejnik؛ زادهٔ ۲۶ نوامبر ۱۹۸۶) بازیکن فوتبال اهل اتریش است.
از باشگاه‌هایی که در آن بازی کرده‌است می‌توان به باشگاه فوتبال تورکی یونایتد، باشگاه فوتبال اکستر سیتی، باشگاه فوتبال استون ویلا، باشگاه فوتبال پیتربورو یونایتد، باشگاه فوتبال اسکانتورپ یونایتد، باشگاه فوتبال فالکیرک، باشگاه فوتبال یورک سیتی، و باشگاه فوتبال لینکولن سیتی اشاره کرد.
وی همچنین در تیم ملی فوتبال زیر ۲۱ سال اتریش بازی کرده‌است.